# Glyphodera fissicollis
Glyphodera fissicollis är en tvåvingeart som beskrevs av Günther Enderlein 1922. Glyphodera fissicollis ingår i släktet Glyphodera och familjen skridflugor. Inga underarter finns listade i Catalogue of Life.